# Isle aux Morts
Isle aux Morts is een gemeente (town) in de Canadese provincie Newfoundland en Labrador. De gemeente ligt aan de Straat Cabot aan de zuidwestkust van het eiland Newfoundland.

## Geschiedenis
In 1956 werd het dorp een gemeente met de status van local government community. Tussen 1961 en 1966 veranderde de status van de gemeente naar die van local improvement district (LID). In 1980 werden LID's op basis van The Municipalities Act als bestuursvorm afgeschaft, waarop Isle aux Morts automatisch een town werd.

## Demografie
Tussen 1991 en 2021 kende de gemeente, net zoals de meeste gemeenten op Newfoundland, een dalende demografische trend. In die periode daalde de bevolkingsomvang van Isle aux Morts van 1.146 naar 559, wat neerkomt op een daling van 587 inwoners (-51,2%) in dertig jaar tijd.
| Jaar | Aantal inwoners | Verschil |
| ---- | --------------- | -------- |
| 1991 | 1.146           | –        |
| 1996 | 988             | -13,8%   |
| 2001 | 813             | -17,7%   |
| 2006 | 718             | -11,7%   |
| 2011 | 619             | -13,8%   |
| 2016 | 664             | +7,3%    |
| 2021 | 559             | -15,8%   |

## Transport
Isle aux Morts ligt aan de Provinciale Route 470 die vanuit de havenplaats Channel-Port aux Basques zo'n 45 km oostwaarts loopt tot in Rose Blanche-Harbour le Cou. Naast de oostelijker gelegen gemeente Burnt Islands is Isle aux Morts de enige plaats langsheen dit traject.

## Galerij

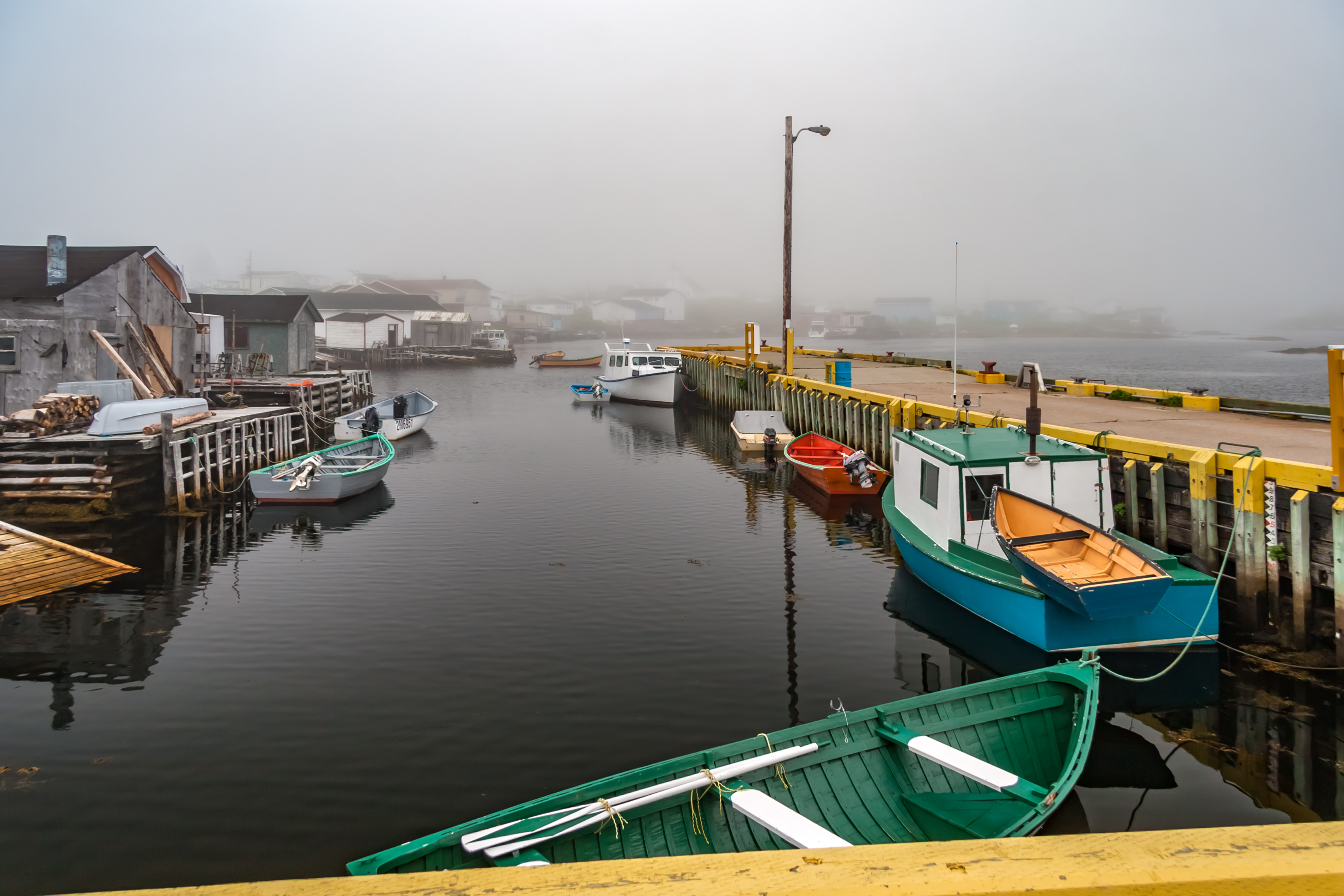
Haven van Isle aux Morts (2014)
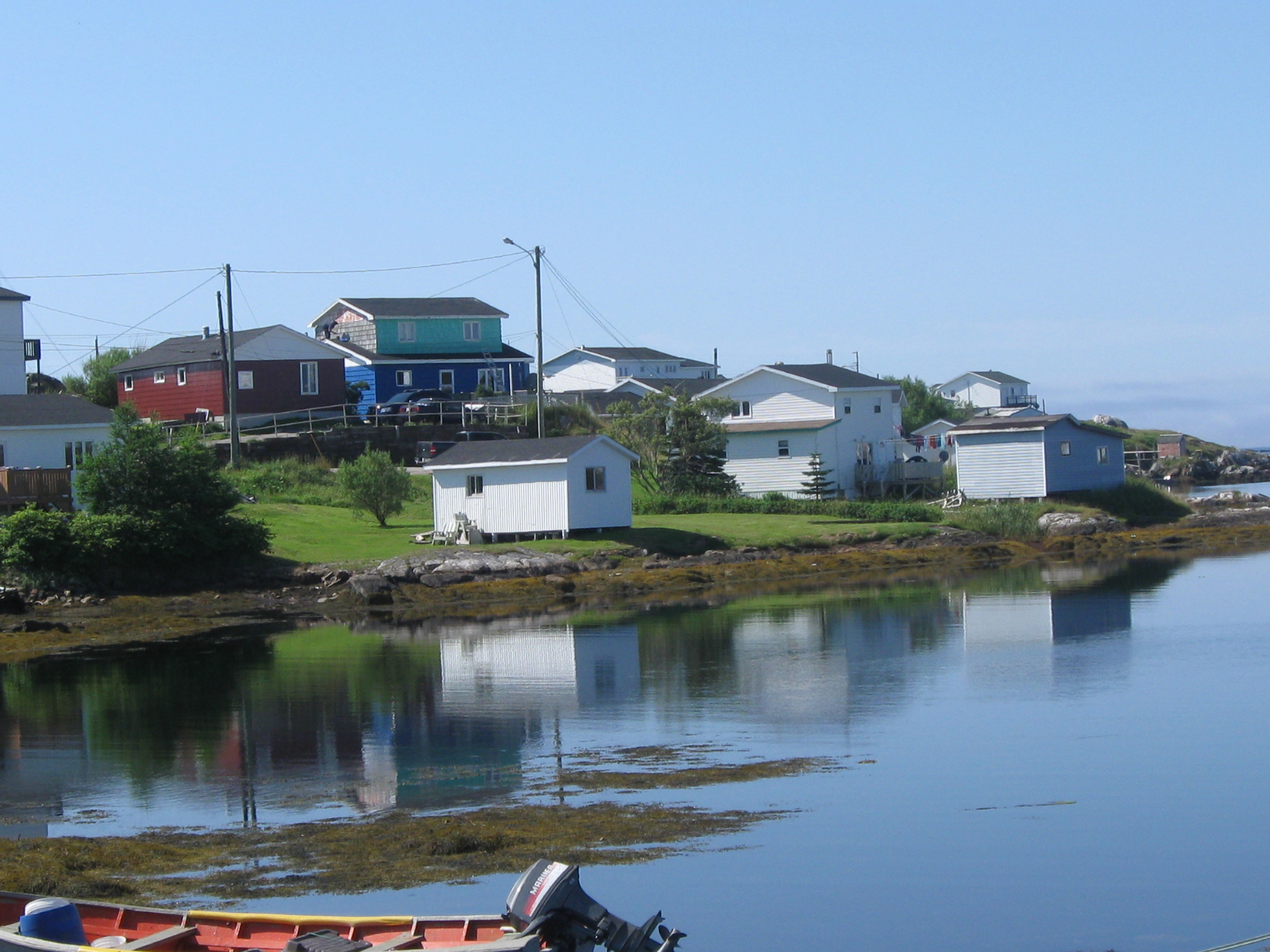
Zicht op de kust van Isle aux Morts (2009)